# Dorothee Gänshirt
Dorothee Gänshirt (* 27. Mai 1955 in Köln) ist eine deutsche Humangenetikerin und Pränatalmedizinerin.

## Werdegang
Sie studierte von 1974 bis 1975 Chemie an Rutgers University, New Brunswick, USA, von 1975 bis 1977 an der Universität Heidelberg bzw. von 1977 bis 1983 an der Universität Münster Biologie und Medizin. 1987 schloss sie an der Universität Münster im Fach Humangenetik die Promotion (Dr. rer. medic; PhH) ab. 1998 erfolgte die Habilitation für Reproduktionsgenetik bzw. im Jahre 2000 die Ernennung zur Professorin für Reproduktionsgenetik an der Universitätsfrauenklinik Basel. Im Jahre 2013 kam die Ernennung zur Professorin für Gesundheitskommunikation am Zentrum für Gesundheitskommunikation und Versorgungsforschung der Sigmund-Freud-Privat-Universität in Wien dazu. Neben der Lehrtätigkeit in Wien hatte sie Lehraufträge an der Universität Münster, Universität Basel, Universität Hamburg, der European School of Medicine, Sestri Levante bzw. dem Wolfson Institute of Preventive Medicine, London.
Neben ihrer universitären Tätigkeit war sie in der Zeit von 1993 bis 1997 Mitbegründerin und CEO der Cell Search Biotech GmbH Münster einem Unternehmen zur technischen und klinischen Entwicklung einer innovativen diagnostischen Methode der Pränatal Diagnostik, gefördert durch das National Institute of Health (NIH). Seit 2003 ist sie Mitbegründerin der Health Care Competence Center GmbH (HC3), Zürich und Präsidentin und Mitbegründerin der European Health Care Foundation, (EUHCF), Zürich. Zudem ist sie die Entwicklerin mehrerer Patente in Europa, Japan und USA für eine nichtinvasive Methode zur Pränataldiagnostik aus fetalen Zellen aus der mütterlichen Zirkulation.

## Stipendien/Auszeichnungen
- Deutsche Forschungsgemeinschaft (DFG), Bonn
- Deutsche Bundesregierung, Berlin
- Europäische Kommission Brüssel
- Institute of Hormone and Reproductive Research (IHF), Hamburg
- International Prevention Organization, Letter of Honour, Brüssel
- National Institute of Child Health and Human Development (NICHD)
- National Institute of Health (NIH)
- Schweizerischer Nationalfonds, Bern

## Forschungsschwerpunkte
Das Institut für Gesundheitskommunikation und Versorgungsforschung der Sigmund Freud Privatuniversität in Wien arbeitet in Kooperation mit der Europäischen Stiftung für Gesundheit (European Health Care Foundation – EUHCF) in Zürich an folgenden Schwerpunkten:
- Entwicklung von Strategien zur Prävention, zum Compliance- und Diseasemanagement chronischer Erkrankungen
- Bewertung potentieller Benefits medizinischer Innovationen für die Patientenversorgung
- Innovative Strategien im Bereich der Ernährungsmedizin

Das Ziel des Instituts für Gesundheitskommunikation und Versorgungsforschung bzw. der Europäischen Stiftung für Gesundheit ist die Erarbeitung evidenzbasierter Konzepte zu einer verbesserten Versorgung von Menschen mit chronischen Erkrankungen. Ein Beispiel dafür ist der Patientenfuchs; es handelt sich hierbei um das erste Selbstmanagementportal für chronische Erkrankungen in Europa. Ein weiteres Ziel ist der Aufbau eines paneuropäischen Netzwerkes aller Interessengruppen des Gesundheitssystems. Das Institut für Gesundheitskommunikation und Versorgungsforschung schafft in Zusammenarbeit mit der Europäischen Stiftung für Gesundheit eine Plattform, welche die Implementierung evaluierter Versorgungskonzepte in Europa katalysieren und vorantreiben soll.

## Internationale Mitgliedschaften
- Mitglied der Deutschen Gesellschaft für Humangenetik
- Mitglied der New York Academy of Sciences
- Mitglied der American Association for the Advancement of Science
- Mitglied der European Medical Writers Association

Zudem ist sie Gutachterin für wissenschaftliche Zeitschriften und Organisationen:
- Journal of Medical Genetics
- Prenatal Diagnosis
- Human Genetics
- Cytometry
- European Journal of Human Genetics
- Fetal Diagnosis and Therapy
- ASRI Allegheny-Singer-Research-Institute

## Schriften (Auswahl)
Gänshirt ist Autorin von rund 300 Publikationen, Buchbeiträgen und Vorträgen auf wissenschaftlichen Kongressen.
- Mit Fred Harms: Peptidomics in Drug Development, ECV Editio Cantor 2005. ISBN 3-87193-323-6
- Mit Fred Harms: Pharma-Marketing: Gesundheitsökonomische Aspekte einer innovativen Industrie am Beispiel von Deutschland, Österreich und der Schweiz. (Forum Marketing und Management. 4) 2. völlig neu bearb. Aufl. Berlin: De Gruyter, Oldenburg 2008. ISBN 3-82820429-5
- Mit Fred Harms: Gesundheitsmarketing: Patienten-Empowerment als Kernkompetenz. (Forum Marketing und Management. 6.) Berlin: de Gruyter, Oldenburg 2005. ISBN 3-82820317-5